# Stan Jolley
Stan Jolley Jr. (* 17. Mai 1926 in New York City; † 4. Juni 2012 in Rancho Mirage, Kalifornien) war ein US-amerikanischer Artdirector und Szenenbildner.

## Leben
Stan Jolley war der Sohn des Schauspielers I. Stanford Jolley. Er wuchs zunächst in New York City auf und zog mit seiner Familie in den 1930ern nach Hollywood. Im Zweiten Weltkrieg diente er in der United States Navy. Während er das College besuchte arbeitete er bereits als auszubildender Szenenbildner für Warner Bros. Seinen Abschluss machte er an der University of Southern California’ School of Architecture im Fachbereich Industriedesign. Anschließend arbeitete er zunächst für 21st Century Fox und wechselte dann zur Walt Disney Company. Dort wirkte er am ursprünglichen Disneyland Resort in Anaheim, Kalifornien mit. In dieses Tätigkeitsfeld fielen auch die Designs für verschiedene Achterbahnen und Gebäude in Frontierland, Fantasyland und Tomorrowland.
Bis 1960 war Jolley noch für Disney tätig, unter anderem für den oscarnominierten Dokumentar-Kurzfilm Donald in Mathmagic Land (1959), die Miniserie Die neun Leben des Sheriff Baca (1958) und das Familiendrama Toby Tyler or Ten Weeks with a Circus (1960). Anschließend arbeitete er für das US-amerikanische Fernsehen, insbesondere für Fernsehserien wie Mr. Ed und Mini-Max. Bei letzterer war er für die Eröffnungssequenz im Pilotfilm verantwortlich, die später für die Fernsehserie übernommen wurde. Als Szenenbildner wirkte er an dem biografischen Actionfilm Der Große aus dem Dunkeln und der Krimiserie MacGyver mit.
Zu seinen Kinofilmen als Artdirector und Szenenbildner zählen Caddyshack – Wahnsinn ohne Handicap (1980), Die Kadetten von Bunker Hill (1981) und Die Grasharfe (1995). Für das Filmdrama Der einzige Zeuge (1985) erhielt er eine Oscar-Nominierung in der Kategorie „Bestes Szenenbild“.
Stan Jolley verstarb im Alter von 86 Jahren an Magenkrebs.

## Filmografie
- 1959: Donald in Mathmagic Land (deutscher DVD-Titel Donald im Land der Mathemagie)
- 1959: Die neun Leben des Sheriff Baca (The Nine Lives of Elfego Baca)
- 1960: Toby Tyler (Toby Tyler or Ten Weeks with a Circus)
- 1968–1970: Planet der Giganten (Land of the Giants)
- 1972: Rabbits (Night of the Lepus)
- 1978: Der tödliche Schwarm (The Swarm)
- 1980: Wahnsinn ohne Handicap (Caddyshack)
- 1981: Der Große aus dem Dunkeln (Walking Tall)
- 1981: Die Kadetten von Bunker Hill (Traps)
- 1985: Der einzige Zeuge (Witness)
- 1985–1986: MacGyver
- 1995: Die Grasharfe (The Grass Harp)